# 肌小節

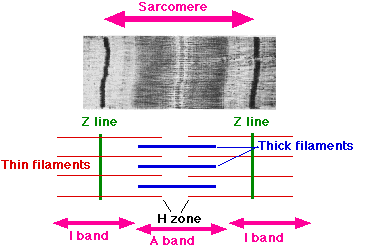
Image of sarcomere

肌小节（英語：sarcomere，即肌节、肌原纤维节）是肌原纖維的基本单位。肌节由三种不同肌丝系统组成。
- 粗肌丝系统成分是肌球蛋白（肌凝蛋白）和肌球蛋白结合蛋白C（myosin-binding protein C），后者的作用就是链接粗肌丝和肌纤蛋白（肌动蛋白）。
- 细肌丝由肌纤蛋白单体（连接于伴肌纤蛋白）、原肌凝蛋白和肌钙蛋白组成。
- 伴肌纤蛋白与肌联蛋白维持肌节的物理结构。

二头肌的一个肌细胞可以有100000个肌节。
平滑肌的肌原纤维不排列为肌节。

## 带
肌节的存在使得骨骼肌和心肌具有条纹状外观。

Sliding filament model of muscle contraction

- 肌节是指两条相邻Z线间的部分。在电子显微照片下Z线（Z盘）（德语："Zwischenscheibe"，盘之间）表现为一系列暗色线条。
- Z线两边是明带。
- 明带两边是暗带。
- 暗带中有一个较明亮的H盘（来自德语：Heller，明亮）。
- H带之间有一条细M线 (德语"Mittel", 中间)。

肌节不同部分由不同的蛋白质组成:
- 细肌丝是明带的主要成分且部分伸入暗带。
- 粗肌丝是两极的（两个头的）且贯穿暗带。粗肌丝由中间的M线连接。
- 大分子蛋白肌联蛋白连接Z线和M线，作用可能是与粗肌丝互动。肌联蛋白（与它的异构体）是已知的自然界中最大的弹性蛋白。它为许多蛋白提供结合位点，目前认为在肌节形成过程中充当生物尺的作用。
- 伴肌动蛋白可能沿着细肌丝穿过整个明带。猜想其作用与肌联蛋白相同。
- 肌节中的Z线，M线中也找到一些有助于肌节保持稳定的蛋白。
- 肌纤蛋白和肌联蛋白分子在Z线通过α辅肌动蛋白相连。
- 位于暗带的肌纤蛋白和肌凝蛋白的的相互作用是引起肌肉收缩。

## 收缩
肌肉收缩时暗带长度不变，保持1.85微米（在哺乳动物的骨骼肌中），明带和H带收缩。两条Z线的距离因此缩短。
原肌凝蛋白遮盖了肌凝蛋白和肌纤蛋白的结合位点，要使得肌细胞收缩必须暴露出该结合位点，钙离子与大量分布在原肌凝蛋白上的肌钙蛋白 C结合引起原肌凝蛋白结构的变化（异构），使其暴露细肌丝上与横桥的结合位点。钙离子浓度由肌质网（一种特殊的滑面内质网）控制。钙离子被泵回肌质网肌肉就停止收缩。
首先运动神经细胞释放神经递质乙酰胆碱，乙酰胆碱穿过神经肌肉结。随后与突触后膜的烟碱型乙酰胆碱受体结合。手提结构变化引起钠离子涌入进而引起动作电位。动作电位通过横管传输到肌质网，改变肌质网的通透性，引起钙离子流进肌节。从而横桥与肌纤蛋白结合引起肌肉收缩。

## 储备
多数肌细胞只储备少量ATP，也储备肌糖原，但能量大部分由高能磷酸化合物提供。比如在脊椎动物中，肌酸磷酸为ADP提供磷酸基团以实现ATP合成。

## 肌节结构比较
脊椎动物的肌节长度范围窄，节肢动物的肌节长度差异很大（7倍以上），在同一个体或不同物种之间都观察到。